# إيمانغلي تاسماغمبتوف
إيمانغلي تاسماغمبتوف (بالقازاقية: Имангали Тасмагамбетов)، هو سياسي كازاخي من مواليد 9 ديسمبر 1956 في أوبليس أتيراو.
رئيس الوزراء كازاخستان خلال الفترة من يناير 2002 إلى يونيو 2003، حل محله نائب رئيس الوزراء دانييل أحمدوف بعد فشل الإصلاحات الزراعية. وهو عمدة أستانا منذ عام 2008.